# Juan José López (futbolista)
Juan José López (Ciudadela, Buenos Aires; 31 de octubre de 1950) es un exfutbolista y exentrenador argentino. Jugaba de mediocampista por la derecha.
Realizó gran parte de su carrera en el C. A. River Plate y se destacó conformando el mediocampo junto a Norberto Alonso y Reinaldo Merlo. En 1975 fue titular en el equipo que logró el campeonato metropolitano tras una larga racha de 17 años sin conseguir un título.
Como director técnico pasó por diferentes clubes, entre ellos Talleres e Instituto, ambos de la ciudad de Córdoba, y el propio River Plate al cual dirigió en los últimos partidos previos a su histórico descenso a la Primera B Nacional en 2011.

## Biografía

### Como jugador
Nacido en Ciudadela pero criado en Guernica comenzó a jugar en los potreros de esa localidad, hasta que le salió la prueba en River Plate. En 1960 con 10 años fue elegido en la prueba, pero su padre Don Sócrates, le aconsejó que siguiera concentrado en terminar la escuela primaria y que luego se estudiaría la posibilidad. Al terminar la primaria con 13 años fue a probar nuevamente de la mano de Palomino, un descubridor de talentos.
Finalmente llegó a River, hizo todas las inferiores en la institución hasta que Didí, técnico de la institución, en 1970 lo hace debutar en primera división. 
Integró en algunos partidos de 1974 el equipo de fútbol nacional de Argentina y en otros posteriores, siendo César Luis Menotti, director técnico del plantel nacional.
López dejó River Plate después de 1981 para unirse a Talleres de Córdoba donde jugó durante 1982. En 1983 emigró a Club Atlético Boca Juniors, máximo rival de River Plate, jugó 38 partidos para el club marcando 6 goles.
Un año más tarde se incorporó a Argentinos Juniors y les ayudó a conseguir su primer campeonato local (el Metropolitano en 1984). Argentinos en la próxima temporada ganó su segundo campeonato, el Nacional 1985 y a éste le siguió su mayor logró, ganar la Copa Libertadores en 1985. En 1986 se unió a Belgrano de Córdoba en donde ganó el último Torneo Regional de 1986 antes de su disolución, el cual fue el único que otorgó un título a nivel de afa y un campeón, clasificando a Belgrano a la liguilla pre Libertadores, perdiendo la final con Newells old Boys, donde jugó hasta su retiro en 1987.

### Como entrenador
Desde que se retiró como jugador el "Negro" ha trabajado como gerente de varios clubes en la Argentina. Su primer club fue Racing de Córdoba. También dirigió a Instituto de Córdoba, Unión de Santa Fe, Rosario Central y Olimpo de Bahía Blanca.
López también ha tenido dos temporadas dirigiendo a Talleres de Córdoba, en su segunda etapa con el club lo llevó a la 3ª posición en el Torneo Clausura 2004, pero fue echado del club después de perder la promoción contra Argentinos Juniors.
En 2005 el "Negro" asumió el cargo de director de Libertad en Paraguay.
Cuando Daniel Passarella asumió la presidencia de River Plate, lo colocó en las divisiones inferiores del club. En 2010, debido a la destitución de Ángel Cappa y luego de 10 fechas sin victorias en las que River había desplomado considerablemente su promedio, López fue designado como director técnico interino del Millonario, con el fin de revertir la mala imagen lograda por su antecesor. En su debut, logró romper esa racha venciendo a Boca Juniors por uno a cero en el Estadio Monumental. De la fecha 14 a la 19, el equipo sumó 15 puntos de 18 posibles, dejándolo en el 4º lugar del Apertura 2010 cuyo campeón fue Estudiantes de La Plata.
En 2011, en vísperas al Torneo Clausura de la Temporada 10/11, Daniel Alberto Passarella lo ratificó en su cargo, para afrontar dicho torneo, merced a su auspiciosa y prometedora actuación demostrada en el final del torneo pasado. Sin embargo, a pesar de los pergaminos con los que había sido presentado, nuevamente River pasaría por una campaña muy mala, cerrando la temporada en Zona de Promoción. El corolario final de esta campaña, llegaría con la derrota de River a manos del Club Atlético Belgrano, decretando el histórico primer descenso de River a la Primera B Nacional y el cuarto descenso de López como entrenador, dentro de su legajo personal (Anteriormente lo hizo con Instituto en 2000, Unión en 2003 y Talleres en 2004). Al día siguiente, el 27 de junio, López, renunció a continuar desempeñándose como director técnico u otro cargo en la institución; asumiendo ese cargo Matías Jesús Almeyda.

## Clubes

### Como futbolista
| Club               | País      | Año     |
| ------------------ | --------- | ------- |
| River Plate        | Argentina | 1970-81 |
| Talleres           | Argentina | 1982    |
| Boca Juniors       | Argentina | 1983    |
| Argentinos Juniors | Argentina | 1984-86 |
| Belgrano           | Argentina | 1987    |

### Como entrenador
| Club                   | País      | Año     |
| ---------------------- | --------- | ------- |
| Junior                 | Colombia  | 1995-96 |
| Racing Club            | Argentina | 1997    |
| Instituto              | Argentina | 1998    |
| Unión de Santa Fe      | Argentina | 1999    |
| Instituto              | Argentina | 2000    |
| Talleres               | Argentina | 2001    |
| Rosario Central        | Argentina | 2001    |
| América de Cali        | Colombia  | 2002-03 |
| Unión de Santa Fe      | Argentina | 2003    |
| Talleres               | Argentina | 2004    |
| Olimpo de Bahía Blanca | Argentina | 2004    |
| Libertad               | Paraguay  | 2005    |
| Junior                 | Colombia  | 2008-09 |
| River Plate            | Argentina | 2010-11 |
| Oriente Petrolero      | Bolivia   | 2012-13 |
| San Martín de Tucumán  | Argentina | 2014    |
| Sport Boys Warnes      | Bolivia   | 2015    |

## Estadísticas
Datos actualizados al fin de la carrera deportiva.
| River Plate Argentina |               |               |     |    |    |     |     |     |
| 1.ª | 1970          | 7             | 0   | -  | -  | 7   | 0   |     |
| 1.ª | 1971          | 50            | 13  | -  | -  | 50  | 13  |     |
| 1.ª | 1972          | 37            | 3   | -  | -  | 37  | 3   |     |
| 1.ª | 1973          | 34            | 4   | 6  | 0  | 40  | 4   |     |
| 1.ª | 1974          | 24            | 3   | -  | -  | 24  | 3   |     |
| 1.ª | 1975          | 54            | 8   | -  | -  | 54  | 8   |     |
| 1.ª | 1976          | 36            | 4   | 12 | 3  | 48  | 7   |     |
| 1.ª | 1977          | 49            | 13  | 4  | 0  | 53  | 13  |     |
| 1.ª | 1978          | 31            | 11  | 11 | 4  | 42  | 15  |     |
| 1.ª | 1979          | 40            | 10  | -  | -  | 40  | 10  |     |
| 1.ª | 1980          | 38            | 1   | 7  | 1  | 45  | 2   |     |
| 1.ª | 1981          | 21            | 3   | 4  | 0  | 25  | 3   |     |
| Total club | Total club    | 421           | 73  | 44 | 8  | 465 | 81  |     |
| Talleres de Córdoba Argentina | 1.ª           | 1982          | 37  | 7  | -  | -   | 37  | 7   |
| Talleres de Córdoba Argentina | Total club    | Total club    | 37  | 7  | 0  | 0   | 37  | 7   |
| Boca Juniors Argentina |               |               |     |    |    |     |     |     |
| 1.ª | 1983          | 38            | 6   | -  | -  | 38  | 6   |     |
| Total club | Total club    | 38            | 6   | 0  | 0  | 38  | 6   |     |
| Argentinos Juniors Argentina |               |               |     |    |    |     |     |     |
| 1.ª | 1984          | 29            | 2   | -  | -  | 29  | 2   |     |
| 1.ª | 1985          | 10            | 2   | 2  | 0  | 12  | 2   |     |
| 1.ª | 1985-86       | 13            | 1   | 2  | 0  | 15  | 1   |     |
| Total club | Total club    | 52            | 5   | 4  | 0  | 56  | 5   |     |
| Belgrano de Córdoba Argentina |               |               |     |    |    |     |     |     |
| 1.ª | 1986          | 2             | 0   | -  | -  | 2   | 0   |     |
| 2.ª | 1986-87       | 46            | 1   | -  | -  | 46  | 1   |     |
| Total club | Total club    | 48            | 1   | 0  | 0  | 48  | 1   |     |
| Total carrera | Total carrera | Total carrera | 596 | 92 | 48 | 8   | 644 | 100 |
| (1) Incluye datos de la Copa Libertadores (1973, 1976, 1977, 1978, 1980, 1981, 1985); Copa Intercontinental (1985). (2) No incluye goles en partidos amistosos. |               |               |     |    |    |     |     |     |

### Selección nacional
| Selección | Año   | Amistoso | Amistoso | Total | Total |
| Selección | Año   | PJ       | G        | PJ    | G     |
| --------- | ----- | -------- | -------- | ----- | ----- |
| Argentina | 1972  | 1        | 0        | 1     | 0     |
| Argentina | 1974  | 1        | 1        | 1     | 1     |
| Argentina | Total | 2        | 1        | 2     | 1     |

### Resumen estadístico
| Competición            | Encuentros | Goles | Promedio |
| ---------------------- | ---------- | ----- | -------- |
| Primera División       | 550        | 91    | 0,16     |
| Segunda División       | 46         | 1     | 0,02     |
| Copas internacionales  | 48         | 8     | 0,66     |
| Selección de Argentina | 2          | 1     | 0,50     |
| Total                  | 646        | 101   | 0,15     |

#### Estadísticas como entrenador
| Equipo                          | Div.                       | Torneo                     | Estadísticas | Estadísticas | Estadísticas | Estadísticas | Estadísticas | Estadísticas | Estadísticas | Estadísticas |
| Equipo                          | Div.                       | Torneo                     | PJ           | G            | E            | P            | GF           | GC           | DG           | Efectividad% |
| ------------------------------- | -------------------------- | -------------------------- | ------------ | ------------ | ------------ | ------------ | ------------ | ------------ | ------------ | ------------ |
| Unión de Santa Fe Argentina     | 1.ª                        | Apertura 1999              | 7            | 2            | 0            | 5            | 7            | 13           | -6           | 28,51%       |
| Total                           | Total                      | Total                      | 7            | 2            | 0            | 5            | 7            | 13           | -6           | 28,51%       |
| Rosario Central Argentina       | 1.ª                        | Apertura 2001              | 13           | 5            | 2            | 6            | 13           | 14           | -1           | 43,59%       |
| Total                           | Total                      | Total                      | 13           | 5            | 2            | 6            | 13           | 14           | -1           | 43,59%       |
| Unión de Santa Fe Argentina     | 1.ª                        | Clausura 2003              | 11           | 1            | 3            | 7            | 7            | 20           | -13          | 18,18%       |
| Total                           | Total                      | Total                      | 11           | 1            | 3            | 7            | 7            | 20           | -13          | 18,18%       |
| Total en Unión de Santa Fe      | Total en Unión de Santa Fe | Total en Unión de Santa Fe | 18           | 3            | 3            | 12           | 14           | 33           | -19          | 22%          |
| Talleres de Córdoba Argentina   | 1.ª                        | Clausura 2004              | 19           | 10           | 5            | 4            | 30           | 19           | +11          | 61,40%       |
| Talleres de Córdoba Argentina   | 1.ª                        | Promoción                  | 2            | 0            | 0            | 2            | 2            | 4            | -2           | 0%           |
| Total                           | Total                      | Total                      | 21           | 10           | 5            | 6            | 32           | 23           | +9           | 55,56%       |
| Olimpo Argentina                | 1.ª                        | Apertura 2004              | 9            | 1            | 1            | 7            | 6            | 15           | -9           | 14,81%       |
| Total                           | Total                      | Total                      | 9            | 1            | 1            | 7            | 6            | 15           | -9           | 14,81%       |
| Libertad Paraguay               | 1.ª                        | Torneo Apertura 2005       | 18           | 4            | 7            | 7            | 21           | 23           | -2           | 35,18%       |
| Libertad Paraguay               | 1.ª                        | Copa Libertadores 2005     | 6            | 2            | 0            | 4            | 8            | 11           | -3           | 33%          |
| Libertad Paraguay               | 1.ª                        | Torneo Clausura 2005       | 6            | 2            | 2            | 2            | 8            | 6            | +2           | 44%          |
| Total                           | Total                      | Total                      | 30           | 8            | 9            | 13           | 37           | 40           | -3           | 36,67%       |
| River Plate Argentina           | 1.ª                        | Apertura 2010              | 6            | 4            | 1            | 1            | 9            | 6            | +3           | 72%          |
| River Plate Argentina           | 1.ª                        | Clausura 2011              | 19           | 6            | 8            | 5            | 15           | 15           | 0            | 45,61%       |
| River Plate Argentina           | 1.ª                        | Promoción                  | 2            | 0            | 1            | 1            | 1            | 3            | -2           | 16,67%       |
| Total                           | Total                      | Total                      | 27           | 10           | 10           | 7            | 25           | 24           | +1           | 49,38%       |
| San Martín de Tucumán Argentina | 3.ª                        | Torneo Federal A 2014      | 7            | 2            | 3            | 2            | 12           | 6            | +6           | 42,85%       |
| San Martín de Tucumán Argentina | 3.ª                        | Copa Argentina 2014-15     | 3            | 3            | 0            | 0            | 8            | 0            | +8           | 100%         |
| Total                           | Total                      | Total                      | 10           | 5            | 3            | 2            | 20           | 6            | +14          | 60%          |

## Palmarés

### Torneos nacionales
| Título               | Club                | País      | Año    |
| -------------------- | ------------------- | --------- | ------ |
| Primera División (9) | River Plate         | Argentina | M-1975 |
| Primera División (9) | River Plate         | Argentina | N-1975 |
| Primera División (9) | River Plate         | Argentina | M-1977 |
| Primera División (9) | River Plate         | Argentina | M-1979 |
| Primera División (9) | River Plate         | Argentina | N-1979 |
| Primera División (9) | River Plate         | Argentina | M-1980 |
| Primera División (9) | River Plate         | Argentina | N-1981 |
| Primera División (9) | Argentinos Juniors  | Argentina | M-1984 |
| Primera División (9) | Argentinos Juniors  | Argentina | N-1985 |
| Torneo Regional      | Belgrano de Córdoba | Argentina | 1986   |

### Torneos internacionales
| Título            | Club               | Sede     | Año  |
| ----------------- | ------------------ | -------- | ---- |
| Copa Libertadores | Argentinos Juniors | Asunción | 1985 |